# Calycomyza irwini
Calycomyza irwini är en tvåvingeart som beskrevs av Spencer 1981. Calycomyza irwini ingår i släktet Calycomyza och familjen minerarflugor.
Artens utbredningsområde är Kalifornien. Inga underarter finns listade i Catalogue of Life.